# Alma Redemptoris Mater
L'Alma Redemptoris Mater (espressione latina che significa Santa Madre del Redentore) è un'antifona mariana.
Insieme alla Salve Regina, al Regina Coeli e all'Ave Regina Coelorum costituisce il gruppo delle antifone che la Chiesa cattolica dedica a Maria.
Viene tradizionalmente recitata dopo la Compieta dall'inizio del Tempo di Avvento sino al 2 febbraio, quindi come conclusione dell'ultima Ora della giornata.
L'inno fu scritto da Ermanno il Contratto nell'XI secolo.
Papa Giovanni Paolo II nel 1987 ha dedicato un'enciclica a Maria intitolandola Redemptoris Mater.

## Testo latino
Alma Redemptoris Mater,
 quæ pèrvia cœli
porta manes, et stella maris,
succùrre cadènti,
sùrgere qui curat, pòpulo:
tu quæ genuìsti,
natura mirante,
tuum sanctum Genitorem,
Virgo prìus ac postérius,
Gabrielis ab ore
sumens illud Ave, peccatòrum
miserére.
Si noti che il testo latino è metrico, in 6 esametri.

## Traduzione italiana
O santa Madre del Redentore, che rimani accessibile porta del cielo
e stella del mare, soccorri il popolo cadente, che vuole rialzarsi.
Tu che hai generato, nello stupore della natura,
il tuo santo Genitore, vergine prima e dopo,
accogliendo quell'Ave dalla bocca di Gabriele,
abbi pietà dei peccatori.